# Wielołęka
Wielołęka [pronunciación en polaco: /vjɛlɔˈwɛnka/] es un pueblo en el distrito administrativo de Gmina Grodziec, dentro del Distrito de Konin, Voivodato de Gran Polonia, en el oeste de Polonia. Se encuentra aproximadamente 24 kilómetros al sudoeste de Konin y 87 kilómetros al sudeste de la capital regional,Poznań.
El pueblo tiene una población de 378 habitantes.